# Carpiodes carpio
Carpiodes carpio är en fiskart som först beskrevs av Constantine Samuel Rafinesque 1820.  Carpiodes carpio ingår i släktet Carpiodes och familjen Catostomidae. Inga underarter finns listade.